# Peter- und Pauls-Altar (Comburg)

Der Peter- und Pauls-Altar nach Entfernung der Statuen von Petrus, Paulus und Maria

Der Peter- und Pauls-Altar, auch Eltershofenscher Altar genannt, steht im Chor der Kirche St. Nikolaus im ehemaligen Kloster Comburg und dient bei Gottesdiensten als Kredenz. Den im 16. Jahrhundert im Chor der alten romanischen Kirche geweihten Seitenaltar ließ Veit Nagel von Eltershofen zu Beginn des 17. Jahrhunderts zu einem Grabdenkmal für seine Familie umgestalten. Nachdem der Altar ab 1689 für 150 Jahre einen Platz als Martinsaltar in der Schenkenkapelle gefunden hatte, stellte man ihn 1840 an heutiger Stelle in der barocken Stiftskirche auf.

## Geschichte
Ein Peter- und Pauls-Altar wurde 1560 im Chor der alten Stiftskirche vom Würzburger Weihbischof konsekriert. Als Retabel besaß er vermutlich ein Sandsteinrelief, auf dem die Armen Seelen im Fegefeuer vor der Heiligen Dreifaltigkeit um Erlösung bitten. Mittels einer Stiftung von Veit Nagel von Eltershofen wurde der Altar um 1610/20 zu einem Grabdenkmal umgebaut und erhielt sein heutiges Aussehen, indem das Sandsteinrelief als Antependium verwendet und ein neues Retabel angefertigt wurde. Um 1689 entfernte man den Altar aus dem Chor der Kirche, stellte ihn in der Mitte der Ostwand der Schenkenkapelle auf und weihte ihn dem heiligen Martin. Zahlreiche gestiftete Seelenmessen wurden hier an diesem Altar gelesen. Im Jahre 1840 platzierte man ihn an der Nordwand des Ostchors der neuen Stiftskirche neben dem Abtsstuhl, und zwar in etwa der gleichen Position vor dem Nordturm, in der er sich in der alten Kirche befand. Den Altar, der heute als Kredenztisch dient, hatte Veit Nagel anstelle eines Epitaphs für die Mitglieder seiner Familie gestiftet.

## Beschreibung
Dem Altartisch als Antependium vorgeblendet ist ein Sandsteinrelief aus dem 16. Jahrhundert, das bei der barocken Umgestaltung des Altars mit Voluten umrahmt wurde. Ein Wolkenband über einer Formation von Engeln gliedert es in zwei Bereiche. Im unteren Teil sind die Armen Seelen in Gestalt von Menschen mit flehentlich erhobenen Armen in den Flammen des Fegefeuers zu sehen. Oben in der Mitte thront die Heilige Dreifaltigkeit, flankiert von fürbittenden Heiligen. Unter ihnen sind Patrone von Kapellen und Altären des Stiftes: links Petrus, Johannes der Täufer und Maria, rechts Nikolaus und Benedikt. Unter dem Relief steht in lateinischer Sprache ein Vers aus dem Alten Testament:  Miseremini mei, miseremini mei, saltem vos, amici mei, quia manus Domini tetigit me (Ijob 19,21 ).
Am Retabelaufbau ist in der Predellazone eine umfangreiche Inschrift zum Gedenken an Mitglieder der Familie von Veit Nagel von Eltershofen angebracht. Darüber befindet sich, flankiert von zwei Säulen, ein Alabasterrelief, das ziemlich sicher Michael Kern zugeschrieben werden kann und 1610/20 entstanden ist. Als Motiv ist die Grabtragung Christi gewählt. Die Männer, die den Leichnam Jesu tragen, haben sich schon weit vom leeren Kreuz entfernt. Rechts im Vordergrund kniet die trauernde Maria Magdalena vor Jesus, während sich seine Mutter Maria im Hintergrund aufhält.
Der Auszug des Altars besteht aus einem gesprengten Volutengiebel, der mit zwei kleinen Alabasterreliefs geschmückt ist, die ebenfalls Michael Kern zugeschrieben werden. Das linke zeigt Petrus, wie er über das Wasser wandelt und vor Christus versinkt, das rechte seine Kreuzigung, mit dem Kopf nach unten gerichtet. Über den Reliefs findet man die Wappen der Edlen von Eltershofen und von Rinderbach. Früher war der Auszug noch mit einer Madonnenstatue bekrönt, die beiden kleinen Reliefs waren von Alabasterstatuetten umgeben, die Petrus und Paulus darstellten. Alle drei Figuren wurden entfernt, die Madonna und Paulus gelten als verloren.

Relief der Grabtragung Christi, um 1610/20, Michael Kern zugeschrieben